# 3540 Protesilaos
3540 Protesilaos је Јупитеров тројански астероид са средњом удаљеношћу од Сунца која износи 5,260 астрономских јединица (АЈ).
Апсолутна магнитуда астероида је 9,0.